# Lubomír Linhart
Lubomír Linhart (* 28. Juni 1906 in Prag; † 10. Juni 1980 ebenda) war ein tschechoslowakischer Publizist, Theoretiker der Fotografie, Filmhistoriker, Redakteur, Übersetzer und Diplomat. In der Zwischenkriegszeit war er Mitglied der avantgardistischen Vereinigung Levá fronta.

## Leben
1924 bis 1934 studierte Linhart an der Tschechische Technische Universität Prag (ČVUT), ab 1926 betätigt er sich als Journalist und Publizist in den damaligen kommunistischen Zeitschriften Reflektor und Tvorba. 1931 und 1932 besuchte er die Sowjetunion und nahm an der II. Konferenz der Internationalen Vereinigung Revolutionärer Schriftsteller 1930 in Charkow teil. Er propagierte in dieser Zeit die sowjetische Filmographie und ebenfalls den sozialistischen Realismus. In den 1930er Jahren war Linhart in der Avantgarde-Vereinigung Levá fronta als Sprecher und Theoretiker der Gruppe "Film-Foto" aktiv.
Während des Krieges nahm er an der illegalen Arbeit des Tschechoslowakischen Widerstandes teil. Nach 1945 arbeitete er als Direktor der tschechoslowakischen Filmgesellschaft, später als Pädagoge. 1948 bis 1956 war er Botschafter in Rumänien und in der DDR.

## Veröffentlichungen (Auswahl)
- Malá abeceda filmu, Pokrok, Prag 1930
- Sociální fotografie, Jarmila Prokopová, Prag 1934
- Mezinárodní fotografie, SNKLHU, Prag 1959
- Jaromír Funke, SNKLHU, Prag 1960
- Alexandr Rodčenko, Orbis, Prag 1964